# Église Sainte-Eugénie de Port-Saïd
L'église Sainte-Eugénie de Port-Saïd est une église catholique copte, et la plus ancienne église de Port-Saïd, en Égypte.
Une première église en bois a été construite en 1867 sur un terrain offert par la Compagnie du Canal de Suez aux franciscains de Malte. L'église était destinée à la communauté maltaise s'installant dans la ville nouvellement construite. Selon les plans originaux, une école devait fonctionner à côté de l'église. L'église actuelle a été construite en 1890, au même endroit.
Elle est bâtie dans un style européen, combinant le classicisme et l'architecture néo-Renaissance. Les sols sont en marbre. Les murs sont décorés d'ornements floraux et géométriques.
En 2017, l'église a été inscrite sur la liste du patrimoine des monuments islamiques et coptes.